# Tellingletscher
Der Tellingletscher ist ein Gletscher in der Schweiz in den Berner Alpen.
Der südexponierte Gletscher liegt unterhalb des Birghorns und des Petersgrats weit über dem Lötschental auf dem Gebiet der Gemeinde Blatten. Seine Eismassen bedecken ca. 4 km² und reichen bis auf ca. 2900 m ü. M. hinab. Im Westen ist der Gletscher mit dem Tennbachgletscher, im Osten mit dem Üsser Talgletscher und im Norden über den Petersgrat mit dem Kanderfirn verbunden. Der Abfluss erfolgt über die Gisentella und die Lonza in die Rhone als Vorfluter hinweg in das Mittelmeer.